# دان دیابلو
دان پپئین اسچیپر (انگلیسی: Don Diablo, تلفظ هلندی: [ˈdɔn pɛˈpɛin ˈsxɪpər]؛ زادهٔ ۲۷ فوریهٔ ۱۹۸۰)، که بیشتر با نام هنری دان دیابلو (انگلیسی: Don Diablo) شناخته می‌شود، دی‌جی، تهیه‌کننده موسیقی، موسیقی‌دان و ترانه‌سرای موسیقی رقص الکترونیک اهل کوفوردن، هلند است. او یکی از پیشگامان سبک فیوچر هاوس بوده و در فهرست ۱۰۰ دی‌جی برتر مجله دی‌جی سال ۲۰۱۹ ردهٔ ششم را کسب کرده‌است. او همچنین از سوی وبگاه ۱۰۰۱ترک‌لیست به‌عنوان تهیه‌کنندهٔ شماره یک سال برگزیده شده‌است. او در سال ۲۰۱۶ موفق شد تا جایگاه نخست هنرمند فیوچر هاوس سال در وبگاه بیت‌پورت را از آن خود کند.

## جوایز و نامزدی‌ها
| سال  | رویداد                 | جایزه                   | دریافت‌کننده                        | نتیجه    |
| ---- | ---------------------- | ----------------------- | ---------------------------------- | -------- |
| ۲۰۰۷ | جوایز تی‌ام‌اف           | بهترین موزیک ویدئو      | «درد موقتی است، افتخار همیشگی است» | نامزدشده |
| ۲۰۱۱ | جوایز تی‌ام‌اف           | بهترین موزیک ویدئو      | «حیوانات»                          | نامزدشده |
| ۲۰۱۱ | جوایز ۳اف‌ام            | بهترین هنرمند رقص       | دان دیابلو                         | نامزدشده |
| ۲۰۱۲ | جوایز ۳اف‌ام            | بهترین هنرمند رقص       | دان دیابلو                         | نامزدشده |
| ۲۰۱۶ | جوایز امپو             | تهیه‌کنندهٔ سال           | دان دیابلو                         | برنده    |
| ۲۰۱۶ | جوایز امپو             | بهترین دی‌جی فیوچر هاوس  | دان دیابلو                         | برنده    |
| ۲۰۱۷ | جوایز رادیوی دبلیودی‌ام | بهترین دی‌جی الکترو هاوس | دان دیابلو                         | نامزدشده |
| ۲۰۱۷ | جوایز رادیوی دبلیودی‌ام | بهترین ریمیکس           | «سرتو بالا نگه‌دار»                 | نامزدشده |
| ۲۰۱۸ | جوایز رادیوی دبلیودی‌ام | بهترین دی‌جی الکترو هاوس | دان دیابلو                         | برنده    |
| ۲۰۱۸ | جوایز رادیوی دبلیودی‌ام | بهترین ریمیکس           | «چیزی درست مثل این»                | برنده    |

### ۱۰۰ دی‌جی برتر مجله دی‌جی
| سال  | جایگاه | توضیحات                      | منبع  |
| ---- | ------ | ---------------------------- | ----- |
| ۲۰۰۵ | ۲۴۵    | خارج از فهرست                | [ ۵ ] |
| ۲۰۰۹ | ۱۳۷    | خارج از فهرست                | [ ۵ ] |
| ۲۰۱۰ | ۲۴۶    | خارج از فهرست (۱۰۹ رده سقوط) | [ ۵ ] |
| ۲۰۱۴ | ۸۲     | ورودی جدید                   | [ ۶ ] |
| ۲۰۱۵ | ۳۰     | ۵۲ رده صعود                  | [ ۶ ] |
| ۲۰۱۶ | ۱۵     | ۱۵ رده صعود                  | [ ۶ ] |
| ۲۰۱۷ | ۱۱     | ۴ رده صعود                   | [ ۶ ] |
| ۲۰۱۸ | ۷      | ۴ رده صعود                   | [ ۶ ] |
| ۲۰۱۹ | ۶      | ۱ رده صعود                   | [ ۶ ] |

### ۱۰۱ تهیه‌کننده برتر ۱۰۰۱ترک‌لیست
| سال  | جایگاه | یادداشت    | منبع  |
| ---- | ------ | ---------- | ----- |
| ۲۰۱۶ | ۷      | ورودی جدید | [ ۷ ] |
| ۲۰۱۷ | ۲      | —          | [ ۷ ] |
| ۲۰۱۸ | ۱      | —          | [ ۷ ] |
| ۲۰۱۹ | ۵      | —          | [ ۷ ] |